# Koča pri Savici
Koča pri Savici (653 m) je planinska postojanka, ki stoji v zatrepu Bohinja, v Ukancu. V bližini se nahaja Slap Savica. Nekdanja jugoslovanska obmejna stražarnica je bila preurejena v planinsko postojanko leta 1951, prenovljena in povečana leta 1990. Upravlja jo PD Ljubljana - Matica.

## Dostopa
- ¾h: od hotela Zlatorog v Ukancu (560 m)
- 15 km iz Bohinjske Bistrice

## Prehodi
- 2½h: do Doma na Komni (1520 m)
- 4h: do Koče na Planini pri Jezeru (1453 m), čez Komarčo, mimo planine Viševnik
- 2¾h: do Koče pod Bogatinom (1513 m)
- 3h: do Koče pri Triglavskih jezerih (1685 m)

## Vzponi na vrhove
- 4h: Pršivec (1761 m), čez Komarčo, mimo Planine Viševnik